# 德里克·坎贝尔
德里克·坎贝尔（英語：Derrick Campbell，1972年2月18日—），加拿大男子短道速滑运动员。他曾代表加拿大参加1994年和1998年冬季奥林匹克运动会短道速度滑冰比赛，获得一枚金牌。